# Ogrody Wahla

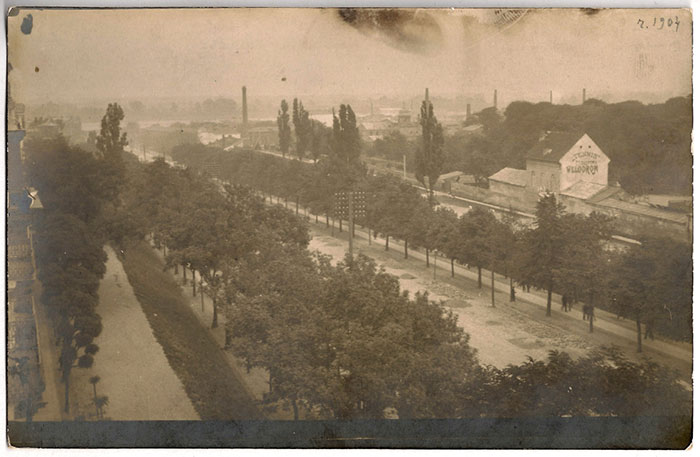
Widok na Ogrody Wahla (1904)

Ogrody Wahla – teren wypoczynkowo-rozrywkowy, założony w XIX wieku i funkcjonujący do lat dwudziestych XX wieku w Warszawie. Na ich terenie znajduje się współcześnie gmach Muzeum Narodowego.

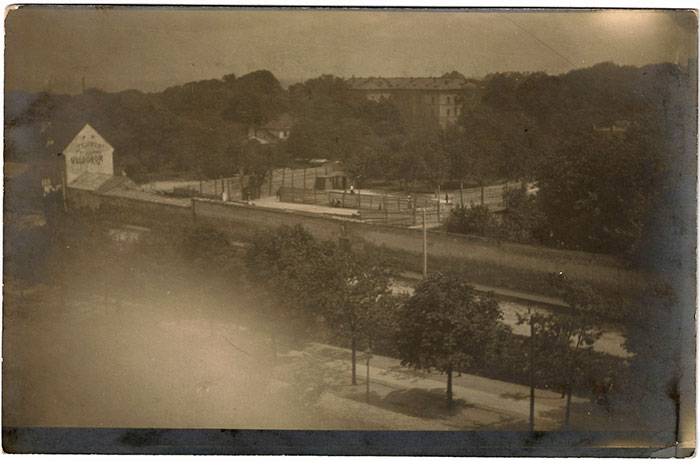
Widok na Ogrody Wahla (1904)

Ogrody mieściły się między nieistniejącym dziś odcinkiem ulicy Smolnej a Aleją 3 Maja (obecnie Aleje Jerozolimskie). Tereny te należały do warszawskiego konsystorza prawosławnego, a przez Ludwika Wahla były od niego dzierżawione. Dużą część Ogrodów Wahla zajmował sad, w którym rosły głównie jabłonie, ale również grusze i wiśnie. Latem mieścił się tu welodrom, czyli tor kolarski oraz korty tenisowe, a zimą ślizgawka. Na wybetonowany plac o powierzchni około 1000 metrów kwadratowych wylewano wodę z hydrantów. Ślizgawkę dodatkowo wyróżniał autorski projekt właściciela ogrodów w postaci toru łyżwiarskiego. Lodem bowiem pokrywane były również alejki parkowe, dzięki czemu można było spacerować na łyżwach po całym ogrodzie. Jedna z alejek biegnąca wzdłuż muru (równolegle do Alei Jerozolimskich) zamieniana była na tor przeszkód. Wykopywane były w niej co kilka metrów głębokie doły. Do pokonania takiej przeszkody łyżwiarze musieli się bardzo rozpędzić, aby po zjechaniu w dół mieć wystarczającą energię do wyjechania z zagłębienia. Park odwiedzali również gimnazjaliści, aby ćwiczyć na świeżym powietrzu, a także harcerze, aby skorzystać z dużego placu, na którym organizowali swoje zbiórki po odzyskaniu przez Polskę niepodległości.
W 1912 r. tereny te zostały sprzedane przez warszawski konsystorz prawosławny za kwotę 1 mln 105 tys. rubli, a na początku lat 20. XX wieku ogrody zlikwidowano, gdyż rozpoczęła się budowa gmachu Muzeum Narodowego.